# 平成30年台風第24号
平成30年台風第24号（へいせい30ねんたいふうだい24ごう、アジア名：チャーミー/Trami、命名:ベトナム、意味:バラ科の花の名前、フィリピン名：ペーン/Paeng）は、2018年9月21日に発生し、9月30日に日本に上陸した台風である。

## 台風の動き

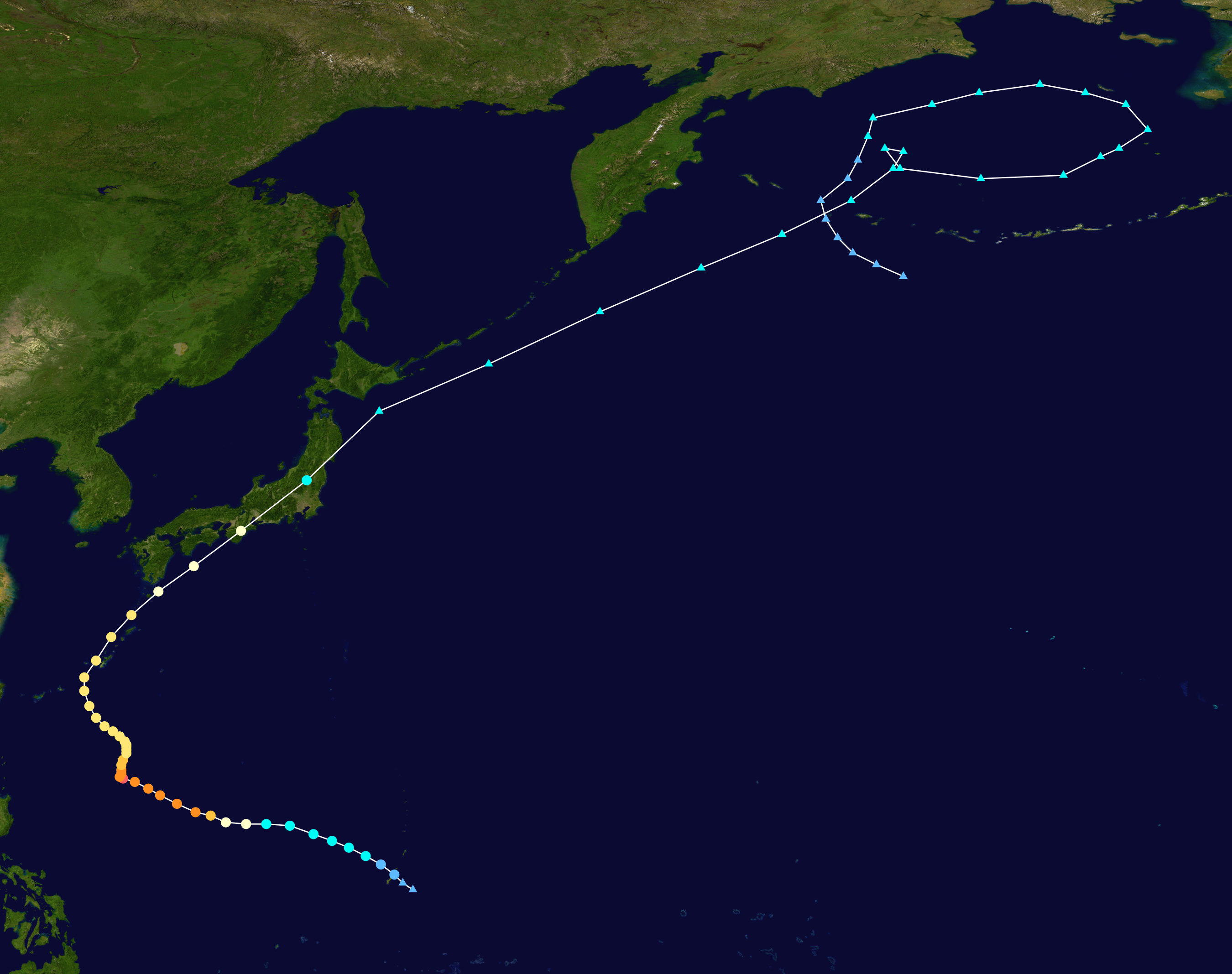
進路図

9月18日にマリアナ諸島近海で形成した低圧部が、20日9時に熱帯低気圧に発達。合同台風警報センター（JTWC）は同日18時（協定世界時20日9時）に熱帯低気圧形成警報（TCFA）を発し、21日6時（協定世界時20日21時）に熱帯低気圧番号28Wを付番した。熱帯低気圧は21日15時、マリアナ諸島の北緯15.0度、東経143.7度で台風となり、アジア名チャーミー（Trami）と命名された。9月中に台風24号が発生するのは1994年以来24年ぶりである。台風は23日18時（フィリピン標準時23日17時）にフィリピン大気地球物理天文局（PAGASA）の監視領域に進入したため、フィリピン名ペーン（Paeng）と命名された。
台風は25日0時には猛烈な勢力に発達し、フィリピンの東の海上で速度を落としつつ北上し、29日には南西諸島に最接近した。台風は久米島付近で北東に転向し、30日20時頃に中心気圧960hPa・最大風速40ｍ/sの大型で強い勢力で和歌山県田辺市付近に上陸した。台風は上陸後さらに速度を速め、10月1日9時に日本の東の北緯41.3度、東経144.2度で温帯低気圧に変わった。

## 気象状況
台風の接近により南西諸島や静岡県、南関東など東日本の太平洋側を中心に記録的な暴風となり、全国55地点で最大瞬間風速が観測史上最大を記録した。また紀伊半島を中心に高潮となり、過去最高潮位を超えた地点があった。九州・四国・東海などでは大雨となり、30日夜から1日未明にかけて愛知県、静岡県、山梨県で相次いで記録的短時間大雨情報が発表された。一方で、同年の台風21号で甚大な被害を受けた大阪府はこの台風に対しても最大限の警戒を行ったが、結果的に軽傷者3名という軽微な被害にとどまっており、進行方向の西側では威力が相殺されたことが指摘されている。
最大瞬間風速
鹿児島県与論町（与論島）：56.6m/s（9月29日23時10分）
沖縄県南城市（糸数）：56.2m/s（9月29日9時55分、2009年の観測開始以降最大）
鹿児島県十島村（中之島）：54.6m/s（9月30日7時28分、2009年の観測開始以降最大）
東京都八王子市：45.6m/s（10月1日0時11分、2008年の観測開始以降最大）
最高潮位
和歌山県御坊市：296cm（9月30日19時34分）
和歌山県串本町：254cm（9月30日20時36分）
鹿児島県奄美市：203cm（9月29日21時26分）
和歌山県白浜町：196cm（9月30日19時46分）
串本町と白浜町では、同年の台風21号で記録した過去最高潮位を上回った。

## 被害・影響

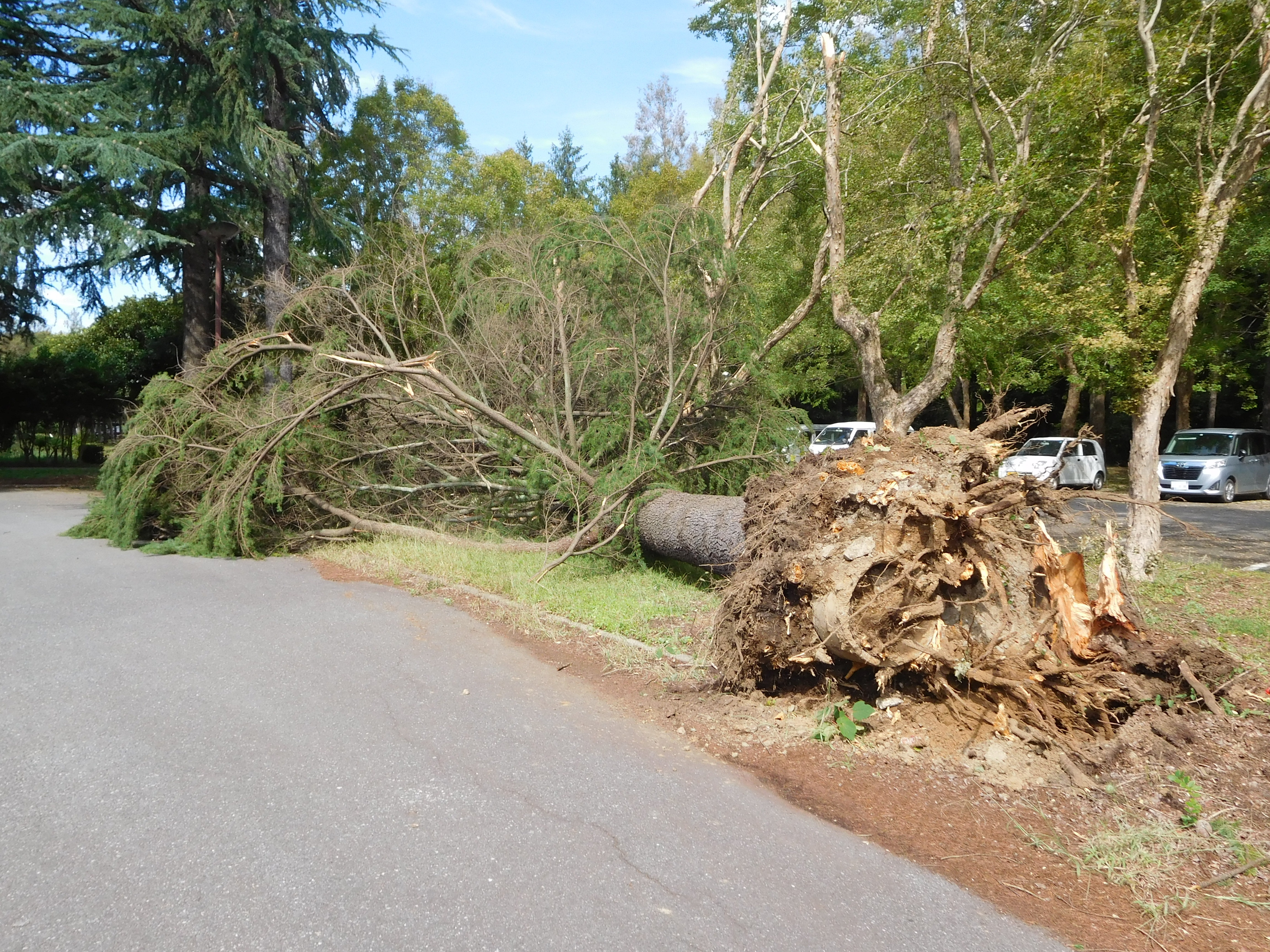
台風24号により根元から倒壊した樹木（茨城県つくば市）

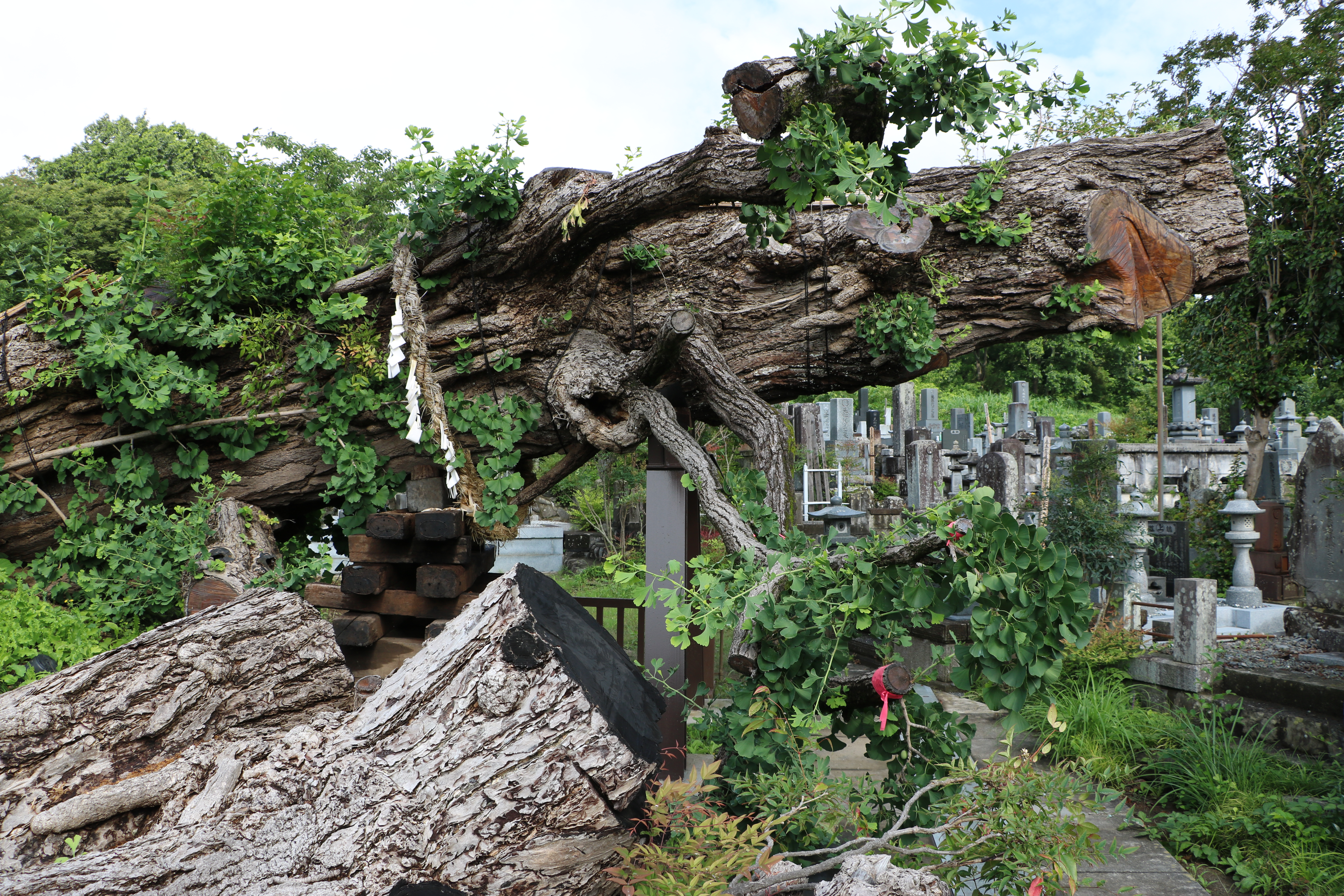
台風24号により倒れた上沢寺のオハツキイチョウ（山梨県身延町）

- 鹿児島県では、全壊が47棟、半壊が284棟、一部損壊が3913棟、床上・床下浸水が165棟、非住家被害が677棟発生した[9]。
  - 奄美大島の名瀬湾では、西防波堤灯台が消失した。台風が過ぎ去った30日午前9時ごろ、被害を調査していた海保職員がコンクリートの土台を残して無くなっていることに気付いたという[10]。その後、10月13日には防波堤近くの海底で発見された[11]。
- 沖縄県では、道路の冠水や倒木など被害が相次ぎ、計52人が重軽傷を負った[9][12]。
  - 沖縄市の東南植物楽園では、琉球金宮観音菩薩像が倒壊した[13]。
- 宮崎県では佐土原城跡登城路で大規模崩落が発生した（2021年（令和3年）3月7日に再開放）[14]。
- 静岡県では、袋井市にある可睡斎の総門が全壊した。
- 埼玉県では、さいたま市だけでも112件の倒木が発生した[15]。
  - 浦和区の調神社では、境内に植えられていた高さ約20mのケヤキが折れて電線に引っかかって電柱3本が折れ、周辺の住宅など約500戸が停電した[16]。大宮区の氷川神社では、境内に植えられていた木の枝が折れ、回廊の屋根が崩壊した[15]。中央区の埼玉県立与野高等学校では、体育館の壁が崩れた[17]。東松山市の箭弓稲荷神社では、本殿前の内庭にある神木が倒れた[15]。
- 東京都では、杉並区高円寺にあった立ち食いそば屋「桂」がドリフの様な倒れ方で倒壊[18]。そのインパクト性から「クソ物件オブザイヤー2018」[注 2]3位入賞となる。当然のことだが桂はすぐさま取り壊されて閉店、土地を全国宅地建物取引ツイッタラー協会が取得し、クラウドファンディングの末、2021年に「酒チャンス」として再建する。町田市矢部町の箭簳八幡宮では、境内の参道にあった両部鳥居が崩壊した[19]。
- 山梨県では、身延町にある樹齢約750年の国指定天然記念物上沢寺のオハツキイチョウが倒れた[20]。
- 京都府の北部では、京丹後市、福知山市、宮津市、与謝野町、伊根町の3市2町で床上浸水及び床下浸水の被害が出たほか、河川の氾濫も発生。また福知山市内の民家2軒が全壊。京丹後市内の民家にも土砂が流入したほか、網野町内の小学校の窓ガラス1枚が破損するなどの被害が出た。舞鶴市では国の重要文化財である行永家住宅の米蔵と新蔵の壁の漆喰の一部が剥がれる被害が出た。学校の休校は7市町に及び、小中学校13校、高校8校が休校した他、小中学校84校、高校10校が授業開始時間を遅らせる措置を取った[21]。
- 10月8日午前10時15分ごろ、香川県丸亀市の丸亀城の石垣が広範囲で崩落した。市教育委員会によると台風24号による大雨が原因になったとみられる[22]。
- 近畿大学は11日、鹿児島県瀬戸内町の水産研究所奄美実験場が台風で被災し、養殖していた「近大マグロ」約3,700匹が死んだと発表した。被害総額は約2億円。近大マグロは台風21号でも和歌山県串本町の養殖施設が被災し、約1億円の被害が出ている[23]。

### 被害の状況
2019年08月20日13:00現在
※軽傷が10人以上いた県のみ
| 都道府県 | 死者 | 行方不明者 | 重傷 | 軽傷  |
| -------- | ---- | ---------- | ---- | ----- |
| 全国     | 4人  | 0人        | 26人 | 205人 |
| 沖縄県   | 0人  | 0人        | 2人  | 50人  |
| 鹿児島県 | 0人  | 0人        | 9人  | 13人  |
| 宮崎県   | 1人  | 0人        | 0人  | 12人  |
| 愛知県   | 0人  | 0人        | 1人  | 15人  |
| 静岡県   | 0人  | 0人        | 1人  | 29人  |
| 千葉県   | 0人  | 0人        | 0人  | 15人  |
| 埼玉県   | 0人  | 0人        | 1人  | 14人  |
| 神奈川県 | 0人  | 0人        | 1人  | 13人  |

| 住家被害 | 住家被害 | 住家被害 | 住家被害 | 住家被害 | 非住家被害 | 非住家被害 |
| 全壊     | 半壊     | 一部損壊 | 床上浸水 | 床下浸水 | 公共建物   | その他     |
| -------- | -------- | -------- | -------- | -------- | ---------- | ---------- |
| 62棟     | 404棟    | 9941棟   | 326棟    | 1837棟   | 469棟      | 1238棟     |

### インフラへの影響

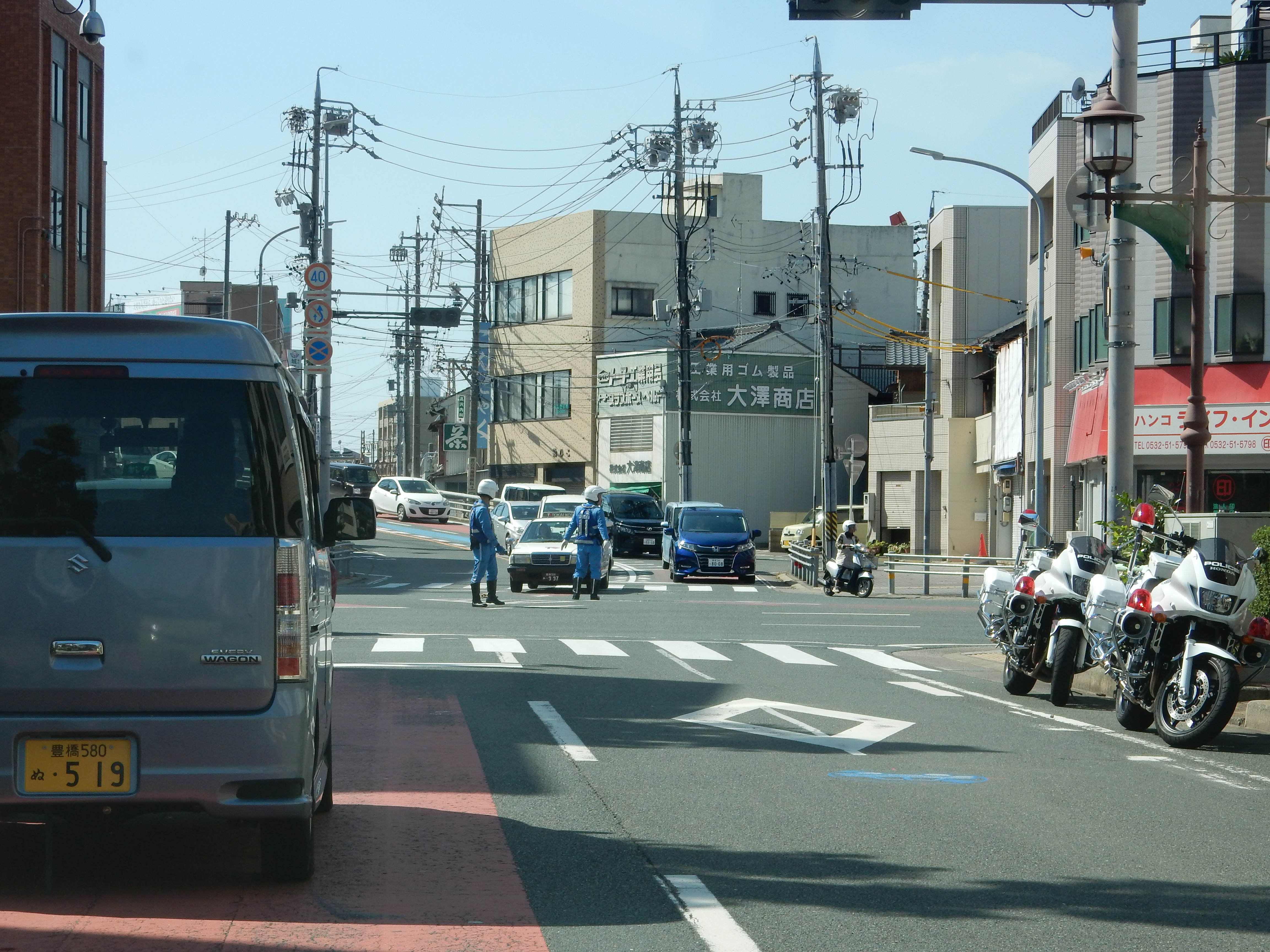
交通整理　豊橋市内

- 東京電力管内では、今回の台風による総停電件数は40万戸以上、神奈川県が約15万戸、千葉県が約9万戸、茨城県が約6万戸など[24][25]。
- 関西電力管内では、今回の台風による総停電件数は和歌山県で約6万6890戸、京都府で約1万1390戸、大阪府で約9480戸、三重県で8240戸など管内合計約11万4350戸にのぼり、1日午前9時の時点では和歌山県の約8250戸をはじめ管内合計約9700戸で未復旧となっている[26]。
- 中部電力管内では、静岡県(富士川以西)で約78万3740戸、愛知県で約27万9480戸、三重県で約9万480戸など管内で最大約119万1310戸が停電し同社では過去最大規模となり、被害が大きかった浜松市は契約戸数の7割に及ぶ約26万5200戸で停電した[27]。2日午前7時の時点でも静岡県(富士川以西)で約19万9890戸、愛知県(三河地区)で約1万4610戸など管内合計約22万5460戸が停電している[28]。山間部での倒木などで復旧が難航し発生してから6日半たった10月6日16時53分に停電が解消したと発表した。
- 沖縄電力によると、2018年9月30日03:00現在では22万9430戸が停電していた[29]。うるま市内では10月1日夜に停電の復旧作業に当たっていた沖縄電力の男性職員1名が感電し意識不明の重体となっている[30]。

#### 交通への影響
- 空の便は29日は沖縄の空港便を中心にANAやJAL、Peach、ジェットスターの4社だけで合計216便、30日は滑走路を閉鎖する事を発表した関西国際空港発着便を中心に1288便が欠航[31][32]。1日も機材繰りの関係で278便が欠航した[33]。
- JR東日本は首都圏の列車の運行を20時頃から順次終了した[34]。JR東日本が、首都圏全線で計画運休を実施したのは初めてのことである[35]。
なお、JR東日本は「20時以降終日運転見合わせ」としていたが、これは「20時までは平常運行し以降は順次運休」という意味であるとした。全体として概ね22時頃に終着となる電車・列車まで運転していたため、電車特定区間では21時頃発の電車までは運転していた[36]。また、10月1日は始発から平常運転の予定としていたが、当日4時になって被害点検のために運転を見合わせると発表、運転再開に時間を要したため、入場規制をかける駅が発生するなど、混乱を招いた[37]。
- JR東海は東海道新幹線で順次運行を終了し16時52分に三島駅に着く列車を最後に全線で運休。在来線も計画運休を発表し順次運行を終了した。
- JR西日本は30日、京阪神エリアの在来線列車の運行を正午までに終了した[38]。
- JR九州 豊肥本線 大分大学前駅 - 中判田駅間（大分市大字旦野原）にて盛土崩壊・路盤流出が発生し不通となっている[39][40][41]。伴走する国道10号も当該地点で路面下空洞・路肩損壊により大分市大分大学入口交差点 - 大南団地入口交差点間で通行止めとなっている[40][41][42]。
- JR西日本 山陽本線 光駅 - 下松駅間では、平成30年7月豪雨で被災した箇所で29日夜に土砂流入が再発し不通となった[43][44]。このため山陽線の復旧に100日を要することになった。
- JR貨物では、平成30年7月豪雨以来運休となっていた関西方面と九州方面を結ぶ貨物列車を30日に運転再開させる予定だったが、山陽本線が再度被災したため延期となった[45]。
- 京王電鉄では、2018年10月1日4時に東京都世田谷区の京王線明大前駅 - 代田橋駅間で強風により倒壊したブロック塀に始発列車の新線新宿駅行き各駅停車の列車が接触した。この事故のため、4時間ほど運転を見合わせで9時5分に運転再開した[46]。
- 京成電鉄ではこの台風による塩害の影響で2018年10月5日に東京都や千葉県内の配電設備がショートし、10時間以上にわたって全線で運休した[47]。

### 農林水産業への影響
太平洋側の野菜産地で塩害が発生し、千葉県では大根や、キャベツが枯れる被害が発生、愛知県ではキャベツやブロッコリーに被害が発生。
- 静岡県では強風の影響と塩害で10月9日現在、ハウスの倒壊やキャベツとタマネギ等への塩害により31億9200万円、水産関係は停泊中の漁船同士の衝突や転覆、養殖施設の損壊など2億6300万円、林業関係は土砂災害など8億9000万円あまりの被害が確認されている[49]。
- 千葉県では強風の影響と塩害で、大根やキャベツなどの農作物被害は14億6253万円、農業施設は7億3692万円、林地は6646万円、漁港や漁具など水産業施設は4438万円の被害が確認されている[50]。
- 神奈川県では強風の影響と塩害で、ダイコンやキャベツの葉が変色するなどの農作物被害と農業用ハウスや牛舎が破損するなど農業施設被害を合わせ約5億円の被害が確認されている[51]。
- 茨城県では強風の影響と大雨で、ネギやハクサイなどの農作物被害は6億500万円、農業施設は1億6500万円の被害が確認されている[52]。
- 愛知県では強風の影響で、農業用ハウスが壊れ、長時間の停電も発生し、酪農農家が冷蔵できない牛乳を廃棄するなどおよそ25億円の被害が確認されている[53]。

### イベントなどへの影響

#### イベント
- 9月30日の茨城県水戸市『第7回水戸まちなかフェスティバル』中止[54]。
- 9月29日の熊本県熊本市『江津湖花火大会』中止[55]。

#### スポーツ
- JリーグはJ1リーグ第28節の2試合、J2リーグ第35節の3試合の計5試合が中止順延となり、J3リーグ第25節の1試合が試合開始時間変更となった[56]。
- 9月30日、中日ドラゴンズ 対 阪神タイガース戦（ナゴヤドーム）中止[57]。同日の東京ヤクルトスワローズ 対 横浜DeNAベイスターズ戦（明治神宮野球場）も中止。
- 第4回阪神競馬9日目（9月30日）を中止[58]。代替開催の10月1日も競走馬輸送に支障があり中止[59]、10月2日に開催[60]。
- 第8回高知競馬6日目（9月30日）を中止[61][62]。
- 第13回佐賀競馬4日目（9月30日）第3競走以降中断。10月1日に続行競馬として再開[61][63]。

#### その他
- 9月30日の公演が中止となった音楽イベント
  - Perfume「7th Tour 2018 FUTURE POP」大阪公演（大阪城ホール）[64]
  - AAA「DOME TOUR 2018 COLOR A LIFE」（京セラドーム大阪）[64]
  - Hey! Say! JUMP「LIVE TOUR SENSE or LOVE」（和歌山ビッグホエール）[64]
  - AKB48、BOYS AND MEN、STU48ら出演予定「MUSIC TRIBE 2018」（コンベックス岡山）[64]
  - 第1回 Happy and Fun Music Festival（大阪・服部緑地野外音楽堂）[64]
  - SKE48 23rdシングル「いきなりパンチライン」（劇場盤）個別握手会（ポートメッセなごや第1展示館）[64]
  - スピッツ「Spitzbergen tour 2018 “GO!GO!スカンジナビア vol.7”」（広島CLUB QUATTRO）
  - TWICE「TWICE 1st ARENA TOUR 2018 "BDZ"」（幕張イベントホール）[65]
  - 「X JAPAN Live 日本公演 2018～紅に染まった夜～ Makuhari Messe 3Days」幕張メッセの3日目(9月30日)公演は無観客・ライブ生配信にて実施[66]。

## 行政の対応

### 政府
- 官邸
  - 9月28日13時30分に平成30年台風第24号に係る関係省庁災害警戒会議開催[67]。

- 内閣府
  - 9月28日13時30分に内閣府情報連絡室を設置[67]。

- 防衛省　自衛隊
  - 10月1日6時10分に鹿児島知事から第8師団長に対して、鹿児島知事から人員の空輸に係る災害派遣要請。7時00分に第8飛行隊のUH－60×3機が人員輸送のため逐次駐屯地を離陸、人員輸送を開始。16時11分 鹿児島県知事から撤収要請を受け、輸送支援を終了[67]。